# المجال الثقافي لبدو البتراء ووادي رم
المجال الثقافي لبدو البتراء ووادي الرم، يقع هذا المجال البدوي الصحراوي بالجنوب الأردني قرب مدينة البتراء داخل منطقة جبلية شبه قاحلة ومساحات صحراوية. وهو مجال تمارس فيه مجموعة من الممارسات والمهارات الثقافية اللامادية، المرتبطة بالحياة الرعوية التقليدية. فقد حافظ بدو البتراء ووادي الرم على معرفة مميزة في مجال الثروة النباتية والحيوانية، وفي حقل الطب التقليدي، وتربية الجمال وحياكة الخيام والترحال وتسلّق الجبال. وهو ما يقع تناقله عبر الأجيال شفويا وبالممارسة. بالإضافة إلى غيرها من الأشكال الثقافية كالأساطير والشعر والحكايات الشعبية والأغاني.

## صيانة المجال

### في قائمة اليونسكو
في يوم 25 نوفمبر 2005 أعلن كويشيرو ماتسورا، المدير العام لليونسكو عن إدراج المجال الثقافي لبدو البتراء ووادي رم ضمن قائمة اليونسكو لروائع التراث الثقافي اللامادي الإنساني بهدف المحافظة عليه وصيانته ، بعد أن شهد هذا المجال الثقافي تدهورا نتيجة حياة الاستقرار.

### خطة للصيانة
وفي عام 2007 وضعت خطة لصيانة هذا التراث وهي ذات مشروعين:
- جمع التراث الثقافي ونقله للأجيال القادمة؛
- نقل المعارف واعتمادها، فيما يخص التعامل مع الجِمال، وممارسة حرفة النسج بصفتهما الركيزتين الرئيسيتين لحياة البدو.

وقد وقع التركيز في الخطة على:
1. أشكال التعبير الشفوي: الشعر؛ الغناء والموسيقى والرقص؛ الحكاء (وبخاصة التاريخ والأساطير الشفوية المتصلة بالمكان)؛ تسمية الأماكن.
2. الممارسات الثقافية: وأساسا حرفتا صناعة الخيام والنسج؛ وتربية الجِمال واستخدامها.

وفي نفس المجال انتظم فيما بين 13 و14 ديسمبر 2007 أول مهرجان للتراث الثقافي للبدو في الديسة، بهدف: توفير سبيل للتعبير عن التراث غير المادي وتعزيز الممارسات المتعلقة بالجِمال ودعم الحِرَف اليدوية التقليدية مثل النسيج، وتضمنت فقراته أمسية للتراث الثقافي غير المادي للبدو ومهرجانا للحرف اليدوية والثقافة وسباق جمال شارك فيه 50 متسابقاً من الأردن والمملكة العربية السعودية.